# Cartiera di Lama di Reno
La cartiera di Lama di Reno è una cartiera italiana con sede a Lama di Reno, frazione del comune di Marzabotto nella città metropolitana di Bologna.

## Storia
L'origine della Cartiera della Lama si perde in tempi remoti.
Sappiamo per certo che dal 1746 ad oggi ha prodotto carta per ben 260 anni, ma era già attiva nei decenni e forse nei secoli precedenti; bisogna quindi indagare in epoche più lontane, quelle che videro i Conti di Panico dominare l'Appennino, perché la storia del molino della carta della Lama è direttamente collegata alle movimentate vicende di tale dinastia.
I Conti di Panico esercitarono infatti un'autorità unica ed indiscussa sull'Appennino bolognese a partire dall'anno 980 e per gran parte del Medioevo, fino a quando il Comune di Bologna non riuscì a sconfiggerli definitivamente, distruggendo completamente anche il loro castello. Dal 1414, il nome dei Conti di Panico sparì dalla storia della montagna bolognese.
Tornando in specifico alla storia della nostra cartiera, il luogo ove essa sorge attualmente costituiva il polo industriale del capoluogo del feudo. Arturo Palmieri, nel suo libro sulla montagna bolognese edito nel 1929, scrive:
Troviamo quindi citati un molino ed un opificio.
Per quanto concerne il primo, sappiamo che si trattava di un molino da farina che continuò senza interruzioni la propria attività approssimativamente fino alla prima guerra mondiale, ma a che cosa si riferiva il Palmieri quando citava l'opificio?
Non sembra probabile che potesse trattarsi di un molino da carta, perché è difficile immaginare che i bellicosi Conti di Panico avessero investito risorse economiche per produrre carta; è più logico pensare alla creazione di una fucina, con fabbri dediti alla produzione di armi. 
Risulta incerto anche il periodo in cui sorse tale opificio, mentre la sua ubicazione nella località detta Lama di Panico (o Lamma o attualmente Lama di Reno) lo collega logicamente all'attuale cartiera, che sorge in una zona ove anticamente scorreva il fiume Reno, prima che mutasse il suo corso in quello odierno in seguito ad una catastrofica alluvione.
Si trattò forse dell'alluvione del 1152, che interessò tutta la pianura padana e che causò, con la rotta di Ficarolo, il cambiamento del percorso del Po. Oppure  di quella del 1333, che nella città di Firenze, distante solo un centinaio di chilometri, provocò il crollo di tre ponti, tra cui il Ponte Vecchio, e la morte per annegamento di alcune centinaia di persone. Per strana coincidenza l'alluvione del 1333 avvenne il 4 novembre, lo stesso giorno di quella successiva del 1966.
Tale evento agevolò certamente i Conti di Panico che, dovendo garantire forza motrice al molino e all'opificio, per far scavare il canale di cui avevano bisogno poterono utilizzare il letto abbandonato del fiume, nel quale scorreva probabilmente ancora un po' d'acqua. Una conferma di tale ipotesi ci viene data dal  toponimo Lama o Lamone, derivante da alamonis che significa vallone, fossa, acquitrino o pantano .
Tuttavia, per trovare le prime notizie certe sulla fabbricazione della carta alla Lama di Reno è necessario risalire a tempi più recenti quando, nel 1746, Pellegrino Zanasi ed i figli Pietro e Giovanni, originari di Formigine, ma dimoranti da molti anni a Bologna, richiedono all'Assunteria di Camera (che era l'organo del governo pontificio preposto alle attività produttive) di riattivare il mulino per produrre carta, fermo da venti e più anni.
La famiglia Zanasi ottiene la conduzione del mulino, mentre proprietario dell'immobile è Pietro Lolli. 
Nel 1747, quando il molino della Lamma riprende l'attività, sono in funzione nel bolognese undici cartiere:
- molino di Pontecchio, molino Battiferro, molino Galione, conduttore Gaetano Rossi;
- molino della Capra, conduttore Domenico Maria Lammha;
- molino Foletta, conduttore Lodovico Genasi;
- molino Busa, molino Malvasia, conduttore Clemente Sassi;
- molino Cignano, conduttore Giuseppe Avvanzi;
- piletta della Sega, conduttore Giorgio Sapetti
- molino della Lamma, conduttore Pellegrino Zanasi;
- molino di Medicina, conduttore casa Ercolani[5].

Nella domanda all'Assunteria di Camera, la famiglia Zanasi chiede anche un benevolo trattamento fiscale, perché occorre impiegare notevole tempo per ripristinare un'attività produttiva che si intende anche potenziare, portando le pille da sei ad otto. La pilla, o pila, della cartiera è “un grande recipiente nel quale sono triturati i cenci e ridotti in pasta“.
L'intenzione di incrementare l'attività non avrà però seguito. Lo si desume da una relazione redatta da un ispettore del dazio, che visita la cartiera presumibilmente nel 1751 o 1752:
L'ispettore prosegue insinuando che sia questo mulino, sia quello vicino della Capra,  vendano la loro carta anche a Vergato, a Castiglione, a Bagni (della Porretta) ed in Toscana, senza ovviamente pagare il dazio a Bologna.
I Zanasi, forse per l'infermità del padre Pellegrino, nel 1752 cedono la conduzione della cartiera a Marco Antonio e Filippo Dal Re che si rivelano però quasi subito incapaci di gestirla. I loro beni vengono infatti messi sotto sequestro per il mancato pagamento del dazio.
Intervengono di nuovo, nel 1753, i due fratelli Pietro ed Antonio Zanasi che subentrano come conduttori. Purtroppo, però, gli affari non vanno bene neppure a loro e tutti i beni dei due fratelli vengono sequestrati.
Piero e Antonio inviano allora una supplica all'Assunteria di Camera, per ottenere che almeno gli utensili vengano liberati dal sequestro, facendo presente: 
Riteniamo che la supplica sia stata accolta, perché i fratelli Zanasi riprendono regolarmente l'attività e nel 1765 li vediamo pagare puntualmente il Dazio sulla carta.
Tre anni dopo inviano una nuova supplica per ottenere una riduzione del dazio, principalmente perché le acque del Reno in piena hanno procurato danni al canale ed allagato gli edifici per l'altezza di sei piedi; adducono inoltre, come motivazione aggiuntiva per la riduzione delle imposte, la lontananza della cartiera da Bologna.
Nel novembre 1769 troviamo un'altra sintetica descrizione della cartiera, fornitaci dall'ispettore ministro del Dazio Merchiorre Corticelli:
Nel 1769 rileviamo che sia la proprietà dell'immobile, sia la conduzione dell'attività vengono cedute a Giuseppe Maria Lamma. Per la prima volta nella storia della cartiera una persona viene ad essere nello stesso tempo proprietario e conduttore.
Egli era stato fino a poco prima conduttore della vicina cartiera della Capra a Battedizzo; evidentemente si era impegnato molto nel lavoro, così da potersi comperare una cartiera tutta sua da gestire.
La cartiera della Capra di Battedizzo era molto attiva ed in proposito desidero ricordare l'articolo comparso sul “al sas” del 1 semestre 2005 a firma Elisa Zanoli e Giulia Claudia Neri, che fornisce una dettagliata descrizione di tale opificio a quell'epoca. 
La famiglia Lamma gestisce la Cartiera della Lama per i successivi 110 anni, attraverso cinque generazioni.
Giuseppe Maria Lamma ne è il titolare dal 1769 al 1807. In quell'anno gli succede il figlio Domenico Maria, che la gestisce fino al 1814, quando ne diviene proprietario il figlio Angelo assieme ad otto fratelli. Nel 1857 la proprietà della cartiera passa da Angelo al figlio Luigi unitamente a cinque fratelli. Infine, nel 1880, l'ultimo proprietario appartenente alla famiglia Lamma è Pietro, figlio di Luigi. Sono proprietari insieme a lui altri ventisei parenti, anche se con quote diverse fra loro, ma la convivenza tra tanti padroni diviene presto insostenibile. 
Non migliore fortuna hanno una serie di proprietari che si alternano successivamente per brevi periodi.
Nel 1882 troviamo Francesco Gamberini Gualandi e nel 1885 Clemente Cesare e Raffaele Magli. 
A quell'epoca, l'azienda ha 8 dipendenti e nel bolognese sono in funzione undici cartiere con trecentosei operai, così ripartiti:
Bologna; 8 cartiere con 88 operai 

Castelfranco Emilia; 1 cartiera con 24 operai, 

Marzabotto (Cartiera della Lama); 1 cartera con   8 operai e 

Praduro e Sasso (Cartiera del Maglio); 1 cartiera con 186 operai.
Nel 1896 la cartiera passa ad un imprenditore, Celso Saltarelli, che la trasforma da piccola azienda ad impresa industriale.
La  descrizione che segue ce la rappresenta sinteticamente:
La famiglia Saltarelli la gestirà per più generazioni, fino alla seconda guerra mondiale, quando per i noti provvedimenti persecutori del Governo, i Saltarelli, essendo ebrei, dovranno fuggire dall'Italia. Al padre Celso succede nel 1908 il figlio Agostino con tre fratelli e nel 1920 avviene il passaggio da impresa individuale a Società per Azioni, con il mutamento della ragione sociale in Società Anonima Industrie Riunite Italiane Saltarelli. Nel 1937 si ha un altro cambiamento nella denominazione che viene effettuato utilizzando l'acronimo della ultime quattro parole della precedente ragione sociale. Il nuovo nome è IRIS Società Anonima Cartiera di Marzabotto.
Nel corso della seconda guerra mondiale, la cartiera viene pesantemente bombardata da aerei alleati e ne subisce gravissimi danni.
Dopo la guerra, la proprietà della cartiera passa al Comm. Zeloni, un facoltoso imprenditore e proprietario terriero toscano, il quale, riparati i danni subiti a causa degli eventi bellici, riprende la produzione. Egli muta anche la ragione sociale  in Cartiera di Marzabotto SpA.
Nel 1954, l'azienda viene acquistata da uno dei più noti imprenditori italiani, il Comm. Rizzoli, il quale dà avvio a massicci investimenti per trasformare la cartiera in uno degli stabilimenti più moderni in Italia. L'obiettivo è quello di fabbricare alla Lama tutta la carta necessaria per i libri e le riviste della Rizzoli Editore. Vengono introdotte nuove macchine che lavorano in continuo e che producono carta a velocità impressionante. I venti anni che seguono sono gli anni d'oro della cartiera, il personale è portato a circa 500 unità e la cartiera lavora a ciclo continuo. Non sono trascurati i servizi sociali e si costruirono 120 appartamenti per i dipendenti. In tutto questo sviluppo non si dimenticano le vecchie turbine per la produzione di  energia elettrica, che funzionavano con l'acqua del canale che da secoli costituiva la fonte per la forza motrice utilizzata dalla cartiera; vengono revisionate e la poca elettricità prodotta è destinata all'illuminazione condominiale delle case dei dipendenti.
Negli anni 1970 amministratore/direttore della Cartiera è l'ing. Edoardo Loser. In quel periodo la Cartiera produce la quasi totalità della carta in bobina per la stampa di TV Sorrisi e Canzoni necessaria per i centri stampa di Rizzoli/Milano e Roma/SAT, fornita con altezza bobine diverse adatte ai formati delle rispettive rotative.
Successivamente alle vicissitudini che il gruppo Rizzoli Corriere della Sera subisce negli anni 1980, la cartiera passa al Gruppo Burgo.